# LEDA 36252
LEDA 36252 est une galaxie naine irrégulière située dans la constellation de la Grande Ourse. Sa vitesse par rapport au fond diffus cosmologique est de 2 087 ± 20 km/s, ce qui correspond à une distance de Hubble de 30,7 ± 2,2 Mpc (∼100 millions d'al).

## Caractéristiques physiques
LEDA 36252 fait partie d’une classe de galaxies parfois appelées « têtards » en raison de leur caractéristique morphologique : une tête brillante et une queue allongée. Ces galaxies ne représentent que 0,2% des galaxies de l'Univers local. En revanche, elles sont beaucoup plus nombreuses dans l'Univers lointain, et donc dans le passé. Ceci suggère que la morphologie « têtards » soit une phase dans l'évolution de certaines galaxies irrégulières.
LEDA 36252 est principalement constituée d'une population d'étoiles assez âgées, mais ces dernières côtoies d'autres étoiles relativement jeunes, généralement situées dans des amas stellaires. Les étoiles jeunes concentrées dans la tête brillante représente une masse équivalente à 10 000 masses solaires.